# سليمان فياض
سليمان فياض (7 فبراير 1929 - 26 فبراير 2015) هو كاتب مصري.

## حياته
ولد محمد سليمان عبد المعطي فياض في السابع من فبراير 1929 في قرية برهمتوش – مركز السنبلاوين بمحافظة الدقلهية في مصر عام 1929م. حاز على شهادة العالية من كلية اللغة العربية (الدراسات العربية) بجامعة الأزهر 1956. حاز على شهادة العالية من الإجازة في التدريس (تعادل درجة الماجستير) من الكلية نفسها 1959.

## النشاط الثقافي
- يمارس الكتابة للإذاعات والتلفزيونات العربية منذ عام 1955.
- عضو نقابات: اتحاد الكتاب الصحفيين، المهن السينمائية (شعبة السيناريو).
- عضو جمعيات: دار الأدباء – نادي القصة- الجمعية الأدبية المصرية – أتيلية القاهرة – لجنة الدفاع عن الثقافة القومية الرابطة المصرية لاتحاد آسيا وأفريقيا .. حقوق الإنسان.
- عمل مدرساً للغة العربية وآدابها .
- عمل أمينا لمكتبة دار المعلمين بالجيزة عامي 1978-1979.
- عمل وكيلاً لدار المعلمين بالجيزة عام 1979-1984 ثم أحال نفسه للمعاش التيسيري وتفرغ للتأليف.

## نشاطات أخرى
- عمل محرر مكتب وكاتباً بالقاهرة بمجلات (الإذاعة والتلفزيون، البوليس، الشهر).
- عمل محرراً وكاتباً لصحيفة الجمهورية 1960.
- نائب رئيس تحرير مجلة «إبداع» بالقاهرة بين أعوام : 1983-1985، 1992-1993.
- عضو لجنة تحكيم بالقاهرة في مسابقة قصصية : للثقافة الجماهيرية عام 1969، ولمجلة الهلال بالقاهرة 1989.
- أشرف على إصدار عددين للقصة القصيرة في مجلة الهلال في عام 1968-1969.
- خبير لغوي في مشروع تعريب الحاسوب لبعض البرامج العربية بشركتي العالمية (صخر) بالكويت، والقاهرة (1988-1989) و (IBM) بالقاهرة 1989.
- مراسل مجلة الآداب البيروتية بالقاهرة (1972-1973).

## وفاته
بعد صراع مع المرض توفي يوم الخميس 26 فبراير 2015م في القاهرة الكاتب المصري المرموق سليمان فياض عن 86 عاما.

## أهم المؤلفات
- عطشان يا صبايا، قصص قصيرة، 1961م.
- وبعدنا الطوفان، قصص قصيرة، 1968م.
- أحزان حزيران، قصص قصيرة، 1969م.
- العيون (قصص قصيرة).
- زمن الصمت والضباب (قصص قصيرة).
- وفاة عامل مطبعة (قصص قصيرة).
- الذئبة (قصص قصيرة)
- ذات العيون العسلية، قصص قصيرة، 1992م.
- القرين ولا أحد (روايتان قصيرتان).
- الصورة والظل والفلاح الفصيح (روايتان قصيرتان).
- أصوات، رواية، 1972م، بغداد، 1978، القاهرة، 1990م، باريس (بالفرنسية)، 1992م، ميونخ (بالألمانية) دار كناور، (1993) لندن (بالإنجليزية) دار ماريون بايورز)، (1993) نيويورك (بالإنجليزية) دار (ماريون بايورز).
- أيام مجاور، رواية، 2009م.

### السير الأدبية والتاريخية العلمية
- أبن النفيس.
- ابن الهيثم.
- البيروني.
- جابر بن حيان.
- ابن البيطار.
- ابن بطوطة.
- ابن سينا.
- الفارابي.
- الخوارزمي.
- الإدريسي.
- الدميري.
- ابن رشد.
- الطوسي.
- ابن ماجد.
- القزويني.
- أبن يونس.
- الخازن.
- الجاحظ.
- أبن خلدون.
- الزهراوي.
- الأنطاكي.
- أبن العوام.

### معاجم وقضايا لغوية
- معجم الأفعال العربية المعاصرة .
- الدليل اللغوي .
- أنظمة تصريف الأفعال العربية.
- الأفعال العربية الشاذة.
- جموع التكسير.

## الجوائز التي حصل عليها
- جائزة الدولة التشجيعية عام 1970 من المجلس الأعلى للآداب والفنون والعلوم الاجتماعية عن مجموعته القصصية الثانية «وبعدنا الطوفان».
- جائزة الشاعر سلطان العويس من الإمارات العربية المتحدة عام 1994م في حقل القصة .
- جائزة الدولة التقديرية في الآداب من المجلس الأعلى للثقافة عام 2002م
- كرمته ديوان العرب بمنحه درع المجلة في الرابع من تموز 2006م تقديرا لجهوده الأدبية.
- جائزة كتابي عن مؤسسة الفكر العربي 2013م عن سلسلة علماء الحضارة الإسلامية الصادرة عن دار الشروق.
- تكريم اقليم القاهرة الكبرى وشمال الصعيد الثقافى الروائى خلال فعاليات المؤتمر الادبى الرابع عشر عام 2013.